# Roquettes
 Roquettes  es una población y comuna francesa, en la región de Mediodía-Pirineos, departamento de Alto Garona, en el distrito de Muret y cantón de Portet-sur-Garonne.

## Demografía
| 185 | 234 | 493 | 2200 | 2801 | 3285 |
| Para los censos de 1962 a 1999 la población legal corresponde a la población sin duplicidades (Fuente: INSEE [Consultar]) |     |     |      |      |      |